# Anders Söderholtz
Anders Söderholtz (i riksdagen kallad Söderholtz i Stenby), född 6 april 1806 i Fogdö församling, Södermanlands län, död där 2 maj 1879, var en svensk lantbrukare och politiker. Han företrädde bondeståndet i Öster-Rekarne, Väster-Rekarne, Daga, Åkers och Selebo härader vid ståndsriksdagen 1865–1866.